# 残機 (曲)
「残機」（ざんき）は、ずっと真夜中でいいのに。の楽曲。EMI Recordsより2022年10月19日に各音楽配信サービスにてリリースされた。

## 概要
- 前作『夏枯れ』から約1か月ぶりのリリースとなった。
- 本作は、テレビアニメ『チェンソーマン』第二話エンディングテーマとなっており[2]、テレビアニメの主題歌は自身初となった。
- ミュージックビデオは配信開始の翌日である10月20日に公開された[3]。
- ホールツアー「GAME CENTER TOUR 『テクノプア』」の7本目香川公演でライブ初披露された。

## 収録内容
| #         | タイトル  | 作詞・作曲 | 編曲            | 時間 |
| --------- | --------- | ---------- | --------------- | ---- |
| 1.        | 「残機」  | ACAね      | 100回嘔吐、ZTMY | 3:50 |
| 合計時間: | 合計時間: | 合計時間:  | 合計時間:       | 3:50 |